# Ungarische Eishockeyliga 1980/81
Die Saison 1980/81 war die 44. Spielzeit der ungarischen Eishockeyliga, der höchsten ungarischen Eishockeyspielklasse. Meister wurde zum ersten Mal in der Vereinsgeschichte überhaupt Alba Volán Székesfehérvár.

## Modus
In der Hauptrunde absolvierte jede der drei Mannschaften insgesamt 16 Spiele. Der Erstplatzierte der Hauptrunde wurde Meister. Für einen Sieg erhielt jede Mannschaft zwei Punkte, bei einem Unentschieden gab es einen Punkt und bei einer Niederlage null Punkte.

## Hauptrunde

### Tabelle
|    | Klub                      | Sp | S  | U | N  | Tore   | Punkte |
| -- | ------------------------- | -- | -- | - | -- | ------ | ------ |
| 1. | Alba Volán Székesfehérvár | 16 | 14 | 1 | 1  | 97:40  | 29     |
| 2. | Újpesti Dózsa SC          | 16 | 9  | 1 | 6  | 110:51 | 19     |
| 3. | Ferencvárosi TC           | 16 | 0  | 0 | 16 | 24:140 | 0      |

Sp = Spiele, S = Siege, U = unentschieden, N = Niederlagen, OTS = Overtime-Siege, OTN = Overtime-Niederlage, SOS = Penalty-Siege, SON = Penalty-Niederlage